# Mavelikkara
Mavelikkara (malabar: മാവേലിക്കര) es una ciudad del estado indio de Kerala perteneciente al distrito de Alappuzha.
En 2011, el municipio que formaba la ciudad tenía una población de 26 421 habitantes, siendo sede de un taluk con una población total de 333 318 habitantes. Las principales localidades del taluk, junto con la ciudad de Mavelikkara, son Kannamangalam, Kattanam, Bharanikkavu, Thazhakara y Chennithala.
El nombre de la localidad viene a significar "tierra de Bali". Según la tradición local, en su origen Mavelikkara era uno de los templos fundados por Parashurama. Entre los siglos XI y XV, la ciudad fue la capital del reino de Odanad.
Se ubica unos 30 km al sureste de la capital distrital Alappuzha, a orillas del río Achankovil.